# National Register of Historic Places in Mississippi

Karte der Countys von Mississippi und Verteilung der NRHP-Einträge

Diese Tabelle enthält alle Listen, in denen die Einträge im National Register of Historic Places in den 82 Countys des US-amerikanischen Bundesstaates Mississippi aufgeführt sind:

## Anzahl der Objekte nach County
|       | \| \| County \| Liste der Einträge in das NRHP im County \| Anzahl \| \| ----- \| --------------- \| ---------------------------------------- \| ------- \| \| 1 \| Adams \| NRHP-Einträge im Adams County \| 118 \| \| 2 \| Alcorn \| NRHP-Einträge im Alcorn County \| 20 \| \| 3 \| Amite \| NRHP-Einträge im Amite County \| 18 \| \| 4 \| Attala \| NRHP-Einträge im Attala County \| 18 \| \| 5 \| Benton \| NRHP-Einträge im Benton County \| 1 \| \| 6 \| Bolivar \| NRHP-Einträge im Bolivar County \| 13 \| \| 7 \| Calhoun \| NRHP-Einträge im Calhoun County \| 2 \| \| 8 \| Carroll \| NRHP-Einträge im Carroll County \| 11 \| \| 9 \| Chickasaw \| NRHP-Einträge im Chickasaw County \| 9 \| \| 10 \| Choctaw \| NRHP-Einträge im Choctaw County \| 5 \| \| 11 \| Claiborne \| NRHP-Einträge im Claiborne County \| 36 \| \| 12 \| Clarke \| NRHP-Einträge im Clarke County \| 50 \| \| 13 \| Clay \| NRHP-Einträge im Clay County \| 27 \| \| 14 \| Coahoma \| NRHP-Einträge im Coahoma County \| 21 \| \| 15 \| Copiah \| NRHP-Einträge im Copiah County \| 32 \| \| 16 \| Covington \| NRHP-Einträge im Covington County \| 1 \| \| 17 \| DeSoto \| NRHP-Einträge im DeSoto County \| 10 \| \| 18 \| Forrest \| NRHP-Einträge im Forrest County \| 19 \| \| 19 \| Franklin \| NRHP-Einträge im Franklin County \| 5 \| \| 20 \| George \| NRHP-Einträge im George County \| 1 \| \| 21 \| Greene \| NRHP-Einträge im Greene County \| 2 \| \| 22 \| Grenada \| NRHP-Einträge im Grenada County \| 14 \| \| 23 \| Hancock \| NRHP-Einträge im Hancock County \| 15 \| \| 24 \| Harrison \| NRHP-Einträge im Harrison County \| 37 \| \| 25 \| Hinds \| NRHP-Einträge im Hinds County \| 94 \| \| 26 \| Holmes \| NRHP-Einträge im Holmes County \| 16 \| \| 27 \| Humphreys \| NRHP-Einträge im Humphreys County \| 5 \| \| 28 \| Issaquena \| NRHP-Einträge im Issaquena County \| 4 \| \| 29 \| Itawamba \| NRHP-Einträge im Itawamba County \| 1 \| \| 30 \| Jackson \| NRHP-Einträge im Jackson County \| 63 \| \| 31 \| Jasper \| NRHP-Einträge im Jasper County \| 5 \| \| 32 \| Jefferson \| NRHP-Einträge im Jefferson County \| 23 \| \| 33 \| Jefferson Davis \| NRHP-Einträge im Jefferson Davis County \| 4 \| \| 34 \| Jones \| NRHP-Einträge im Jones County \| 7 \| \| 35 \| Kemper \| NRHP-Einträge im Kemper County \| 5 \| \| 36 \| Lafayette \| NRHP-Einträge im Lafayette County \| 15 \| \| 37 \| Lamar \| NRHP-Einträge im Lamar County \| 2 \| \| 38 \| Lauderdale \| NRHP-Einträge im Lauderdale County \| 46 \| \| 39 \| Lawrence \| NRHP-Einträge im Lawrence County \| 31 \| \| 40 \| Leake \| NRHP-Einträge im Leake County \| 5 \| \| 41 \| Lee \| NRHP-Einträge im Lee County \| 22 \| \| 42 \| Leflore \| NRHP-Einträge im Leflore County \| 36 \| \| 43 \| Lincoln \| NRHP-Einträge im Lincoln County \| 15 \| \| 44 \| Lowndes \| NRHP-Einträge im Lowndes County \| 33 \| \| 45 \| Madison \| NRHP-Einträge im Madison County \| 30 \| \| 46 \| Marion \| NRHP-Einträge im Marion County \| 9 \| \| 47 \| Marshall \| NRHP-Einträge im Marshall County \| 20 \| \| 48 \| Monroe \| NRHP-Einträge im Monroe County \| 35 \| \| 49 \| Montgomery \| NRHP-Einträge im Montgomery County \| 7 \| \| 50 \| Neshoba \| NRHP-Einträge im Neshoba County \| 5 \| \| 51 \| Newton \| NRHP-Einträge im Newton County \| 6 \| \| 52 \| Noxubee \| NRHP-Einträge im Noxubee County \| 13 \| \| 53 \| Oktibbeha \| NRHP-Einträge im Oktibbeha County \| 22 \| \| 54 \| Panola \| NRHP-Einträge im Panola County \| 28 \| \| 55 \| Pearl River \| NRHP-Einträge im Pearl River County \| 1 \| \| 56 \| Perry \| NRHP-Einträge im Perry County \| 2 \| \| 57 \| Pike \| NRHP-Einträge im Pike County \| 26 \| \| 58 \| Pontotoc \| NRHP-Einträge im Pontotoc County \| 3 \| \| 59 \| Prentiss \| NRHP-Einträge im Prentiss County \| 2 \| \| 60 \| Quitman \| NRHP-Einträge im Quitman County \| 4 \| \| 61 \| Rankin \| NRHP-Einträge im Rankin County \| 14 \| \| 62 \| Scott \| NRHP-Einträge im Scott County \| 4 \| \| 63 \| Sharkey \| NRHP-Einträge im Sharkey County \| 5 \| \| 64 \| Simpson \| NRHP-Einträge im Simpson County \| 3 \| \| 65 \| Smith \| NRHP-Einträge im Smith County \| 1 \| \| 66 \| Stone \| NRHP-Einträge im Stone County \| 1 \| \| 67 \| Sunflower \| NRHP-Einträge im Sunflower County \| 4 \| \| 68 \| Tallahatchie \| NRHP-Einträge im Tallahatchie County \| 9 \| \| 69 \| Tate \| NRHP-Einträge im Tate County \| 10 \| \| 70 \| Tippah \| NRHP-Einträge im Tippah County \| 3 \| \| 71 \| Tishomingo \| NRHP-Einträge im Tishomingo County \| 17 \| \| 72 \| Tunica \| NRHP-Einträge im Tunica County \| 8 \| \| 73 \| Union \| NRHP-Einträge im Union County \| 3 \| \| 74 \| Walthall \| NRHP-Einträge im Walthall County \| 4 \| \| 75 \| Warren \| NRHP-Einträge im Warren County \| 68 \| \| 76 \| Washington \| NRHP-Einträge im Washington County \| 21 \| \| 77 \| Wayne \| NRHP-Einträge im Wayne County \| 2 \| \| 78 \| Webster \| NRHP-Einträge im Webster County \| 2 \| \| 79 \| Wilkinson \| NRHP-Einträge im Wilkinson County \| 15 \| \| 80 \| Winston \| NRHP-Einträge im Winston County \| 8 \| \| 81 \| Yalobusha \| NRHP-Einträge im Yalobusha County \| 2 \| \| 82 \| Yazoo \| NRHP-Einträge im Yazoo County \| 14 \| \| Summe \| Summe \| Summe \| 1.348 1 \| |                                          |         |
|       | County | Liste der Einträge in das NRHP im County | Anzahl  |
| 1     | Adams | NRHP-Einträge im Adams County            | 118     |
| 2     | Alcorn | NRHP-Einträge im Alcorn County           | 20      |
| 3     | Amite | NRHP-Einträge im Amite County            | 18      |
| 4     | Attala | NRHP-Einträge im Attala County           | 18      |
| 5     | Benton | NRHP-Einträge im Benton County           | 1       |
| 6     | Bolivar | NRHP-Einträge im Bolivar County          | 13      |
| 7     | Calhoun | NRHP-Einträge im Calhoun County          | 2       |
| 8     | Carroll | NRHP-Einträge im Carroll County          | 11      |
| 9     | Chickasaw | NRHP-Einträge im Chickasaw County        | 9       |
| 10    | Choctaw | NRHP-Einträge im Choctaw County          | 5       |
| 11    | Claiborne | NRHP-Einträge im Claiborne County        | 36      |
| 12    | Clarke | NRHP-Einträge im Clarke County           | 50      |
| 13    | Clay | NRHP-Einträge im Clay County             | 27      |
| 14    | Coahoma | NRHP-Einträge im Coahoma County          | 21      |
| 15    | Copiah | NRHP-Einträge im Copiah County           | 32      |
| 16    | Covington | NRHP-Einträge im Covington County        | 1       |
| 17    | DeSoto | NRHP-Einträge im DeSoto County           | 10      |
| 18    | Forrest | NRHP-Einträge im Forrest County          | 19      |
| 19    | Franklin | NRHP-Einträge im Franklin County         | 5       |
| 20    | George | NRHP-Einträge im George County           | 1       |
| 21    | Greene | NRHP-Einträge im Greene County           | 2       |
| 22    | Grenada | NRHP-Einträge im Grenada County          | 14      |
| 23    | Hancock | NRHP-Einträge im Hancock County          | 15      |
| 24    | Harrison | NRHP-Einträge im Harrison County         | 37      |
| 25    | Hinds | NRHP-Einträge im Hinds County            | 94      |
| 26    | Holmes | NRHP-Einträge im Holmes County           | 16      |
| 27    | Humphreys | NRHP-Einträge im Humphreys County        | 5       |
| 28    | Issaquena | NRHP-Einträge im Issaquena County        | 4       |
| 29    | Itawamba | NRHP-Einträge im Itawamba County         | 1       |
| 30    | Jackson | NRHP-Einträge im Jackson County          | 63      |
| 31    | Jasper | NRHP-Einträge im Jasper County           | 5       |
| 32    | Jefferson | NRHP-Einträge im Jefferson County        | 23      |
| 33    | Jefferson Davis | NRHP-Einträge im Jefferson Davis County  | 4       |
| 34    | Jones | NRHP-Einträge im Jones County            | 7       |
| 35    | Kemper | NRHP-Einträge im Kemper County           | 5       |
| 36    | Lafayette | NRHP-Einträge im Lafayette County        | 15      |
| 37    | Lamar | NRHP-Einträge im Lamar County            | 2       |
| 38    | Lauderdale | NRHP-Einträge im Lauderdale County       | 46      |
| 39    | Lawrence | NRHP-Einträge im Lawrence County         | 31      |
| 40    | Leake | NRHP-Einträge im Leake County            | 5       |
| 41    | Lee | NRHP-Einträge im Lee County              | 22      |
| 42    | Leflore | NRHP-Einträge im Leflore County          | 36      |
| 43    | Lincoln | NRHP-Einträge im Lincoln County          | 15      |
| 44    | Lowndes | NRHP-Einträge im Lowndes County          | 33      |
| 45    | Madison | NRHP-Einträge im Madison County          | 30      |
| 46    | Marion | NRHP-Einträge im Marion County           | 9       |
| 47    | Marshall | NRHP-Einträge im Marshall County         | 20      |
| 48    | Monroe | NRHP-Einträge im Monroe County           | 35      |
| 49    | Montgomery | NRHP-Einträge im Montgomery County       | 7       |
| 50    | Neshoba | NRHP-Einträge im Neshoba County          | 5       |
| 51    | Newton | NRHP-Einträge im Newton County           | 6       |
| 52    | Noxubee | NRHP-Einträge im Noxubee County          | 13      |
| 53    | Oktibbeha | NRHP-Einträge im Oktibbeha County        | 22      |
| 54    | Panola | NRHP-Einträge im Panola County           | 28      |
| 55    | Pearl River | NRHP-Einträge im Pearl River County      | 1       |
| 56    | Perry | NRHP-Einträge im Perry County            | 2       |
| 57    | Pike | NRHP-Einträge im Pike County             | 26      |
| 58    | Pontotoc | NRHP-Einträge im Pontotoc County         | 3       |
| 59    | Prentiss | NRHP-Einträge im Prentiss County         | 2       |
| 60    | Quitman | NRHP-Einträge im Quitman County          | 4       |
| 61    | Rankin | NRHP-Einträge im Rankin County           | 14      |
| 62    | Scott | NRHP-Einträge im Scott County            | 4       |
| 63    | Sharkey | NRHP-Einträge im Sharkey County          | 5       |
| 64    | Simpson | NRHP-Einträge im Simpson County          | 3       |
| 65    | Smith | NRHP-Einträge im Smith County            | 1       |
| 66    | Stone | NRHP-Einträge im Stone County            | 1       |
| 67    | Sunflower | NRHP-Einträge im Sunflower County        | 4       |
| 68    | Tallahatchie | NRHP-Einträge im Tallahatchie County     | 9       |
| 69    | Tate | NRHP-Einträge im Tate County             | 10      |
| 70    | Tippah | NRHP-Einträge im Tippah County           | 3       |
| 71    | Tishomingo | NRHP-Einträge im Tishomingo County       | 17      |
| 72    | Tunica | NRHP-Einträge im Tunica County           | 8       |
| 73    | Union | NRHP-Einträge im Union County            | 3       |
| 74    | Walthall | NRHP-Einträge im Walthall County         | 4       |
| 75    | Warren | NRHP-Einträge im Warren County           | 68      |
| 76    | Washington | NRHP-Einträge im Washington County       | 21      |
| 77    | Wayne | NRHP-Einträge im Wayne County            | 2       |
| 78    | Webster | NRHP-Einträge im Webster County          | 2       |
| 79    | Wilkinson | NRHP-Einträge im Wilkinson County        | 15      |
| 80    | Winston | NRHP-Einträge im Winston County          | 8       |
| 81    | Yalobusha | NRHP-Einträge im Yalobusha County        | 2       |
| 82    | Yazoo | NRHP-Einträge im Yazoo County            | 14      |
| Summe | Summe | Summe                                    | 1.348 1 |